# 李亭頤
李亭頤（1974年9月18日—，原名李婷宜），台灣女演員和歌手。以擔綱成龍電影《一個好人》的女主角開始嶄露頭角，在《少年英雄方世玉》中的嚴詠春一角也令人印象深刻，長期多在中國大陸發展，還曾至紐約學習兩年的音樂劇（1997年至1999年）。

## 影視作品

### 電影
| 年 份  | 片 名                    | 角 色 |
| 1997年 | 一個好人                 | Miki  |
| 1997年 | 老鼠龍之猛龍過港         |       |
| 2000年 | 辣妹天使                 |       |
| 2001年 | 麻辣至尊                 |       |
| 2001年 | 校園貞的有鬼又譯：鬼學校 |       |
| 2002年 | 驚天動地                 |       |
| 2002年 | 沒有你沒有我             |       |

### 電視
| 年 份  | 片 名          | 角 色                |
| 1993年 | 包青天         | （單元：紫金錘）翠玉 |
| 1999年 | 少年英雄方世玉 | 嚴詠春               |
| 2000年 | 白手風雲       | 海青青               |
| 2001年 | 新蜀山劍俠     | 李亦奇               |
| 2001年 | 望鄉           | 春綢                 |
| 2002年 | 烏龍活寶闖天關 |                      |
| 2002年 | 龍鳳奇緣       | 楊蘭兒               |
| 2003年 | 天涯追殺令     | 柳絲絲               |
| 2004年 | 宋蓮生坐堂     | 范茹                 |
| 2004年 | 第8號當鋪      | 谷海澐               |
| 2008年 | 天地傳奇       | 華胥                 |
| 2012年 | 博士阿嬤       | 黃陳水璉（年輕時）   |
| 2016年 | 阿寬           | 黃蔡寬（年輕時）     |

## 歌曲
1. 1995年 個人專輯《傷過心的人》（波麗佳音發行，藍海音樂製作）
2. 1996年 個人專輯《捨不得的不只是你》（波麗佳音發行，藍海音樂製作）
3. 1999年 電視戲劇主題曲《心的守候》（與樊少皇合唱）
4. 2001年 電玩主題曲《情難全》（電玩《蜀山》）

## MV
1. 1995年 孫耀威「後悔」MV
2. 1995年 李恩邦「等你回頭」MV

## 書籍
《李婷宜時尚點精術》

## 廣告
寶礦力水得、花王系列產品、潘婷洗髮精、歌林電器系列產品、味王泡麵系列產品、明治冰淇淋、光泉苿莉蜜茶、中華甜愛玉、服飾代言、朵法護膚系列產品代言。。。等一百多部作品。 

## 獎項
1. 1999年 大陸地區最受歡迎女藝人
2. 2000年 《大眾電視》最受歡迎港台演員獎
3. 2000年 香港旅遊大使

## 外部連結
- 新浪博客 （页面存档备份，存于）
- 李婷宜的Facebook